# Idelvino Luiz Furlanetto
Idelvino Luiz Furlanetto (Lagoa Vermelha, 20 de julho de 1946 – São José, 22 de dezembro de 2018) foi um político brasileiro.
Filho de Analio Furlanetto e Rosa Apio. Casou com Susana Rodoy Furlanetto.
Foi deputado à Assembleia Legislativa de Santa Catarina na 12ª legislatura (1991 — 1995) e na 13ª legislatura (1995 — 1999).